# 즈볼렌 (슬로바키아)

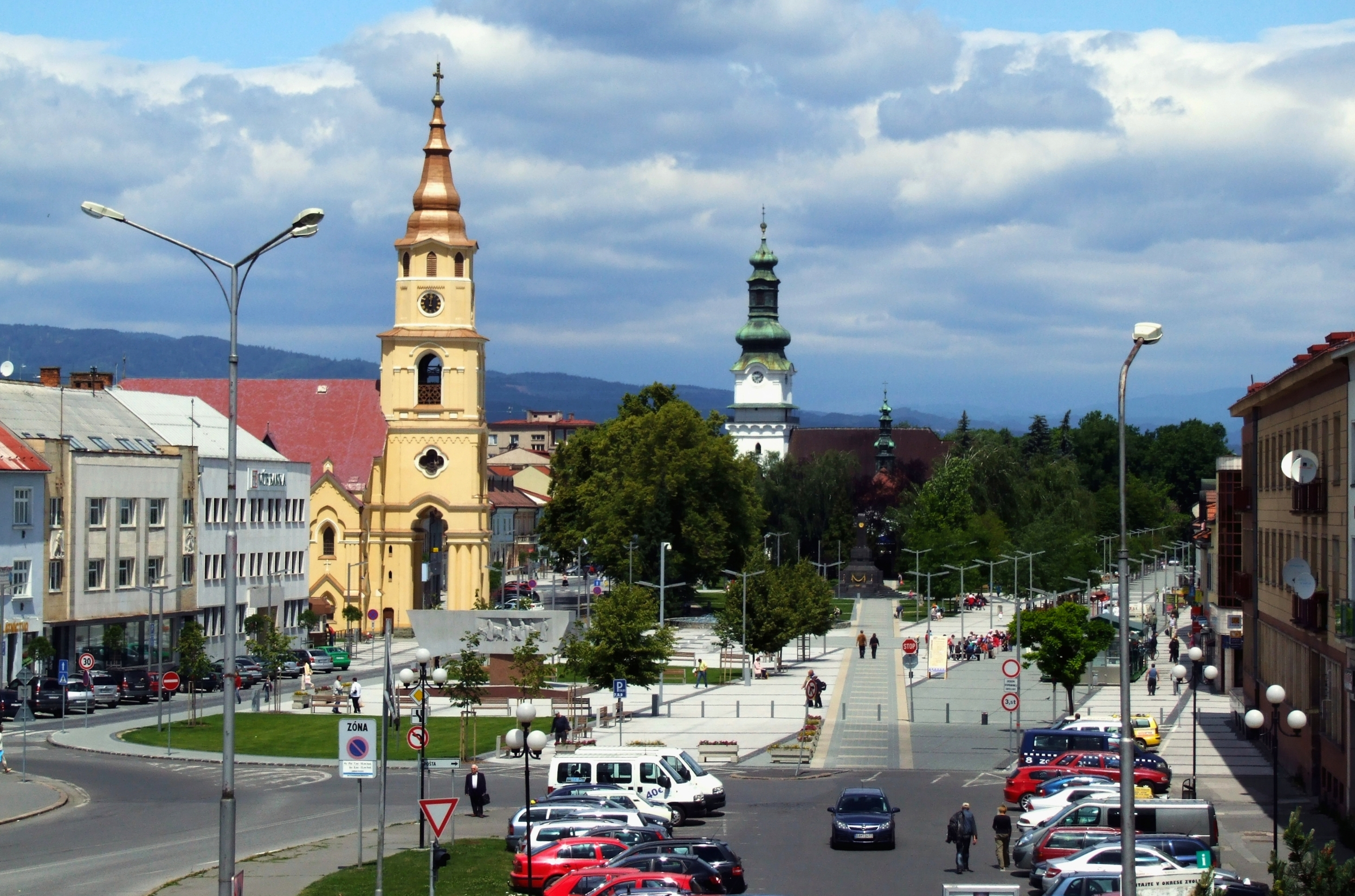
즈볼렌

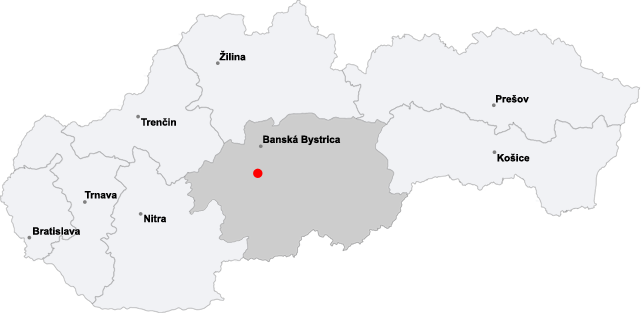
즈볼렌의 위치

즈볼렌(슬로바키아어: Zvolen, 헝가리어: Zólyom 조욤[*], 독일어: Altsohl 알촐[*])은 슬로바키아 중부 트렌친주에 위치한 도시로 면적은 98.727km2, 높이는 293m, 인구는 43,006명(2006년 기준), 인구 밀도는 436명/km2이다. 흐론강과 슬라티나강이 합류하는 지점에 위치하며 반스카비스트리차와 가까운 편이다. 옛 성이 들어서 있는 역사적 중심지이다.

시 문장

## 출신 인물
- 블라디미르 메치아르 (정치인)